# Кирлогань (Олт)
Кирлогань, Кирлогані (рум. Cârlogani) — село у повіті Олт в Румунії. Входить до складу комуни Кирлогань.
Село розташоване на відстані 154 км на захід від Бухареста, 19 км на північний захід від Слатіни, 34 км на північний схід від Крайови.

## Населення
За даними перепису населення 2002 року у селі проживали 1384 особи, усі — румуни. Усі жителі села рідною мовою назвали румунську.